# Consorzio ICoN

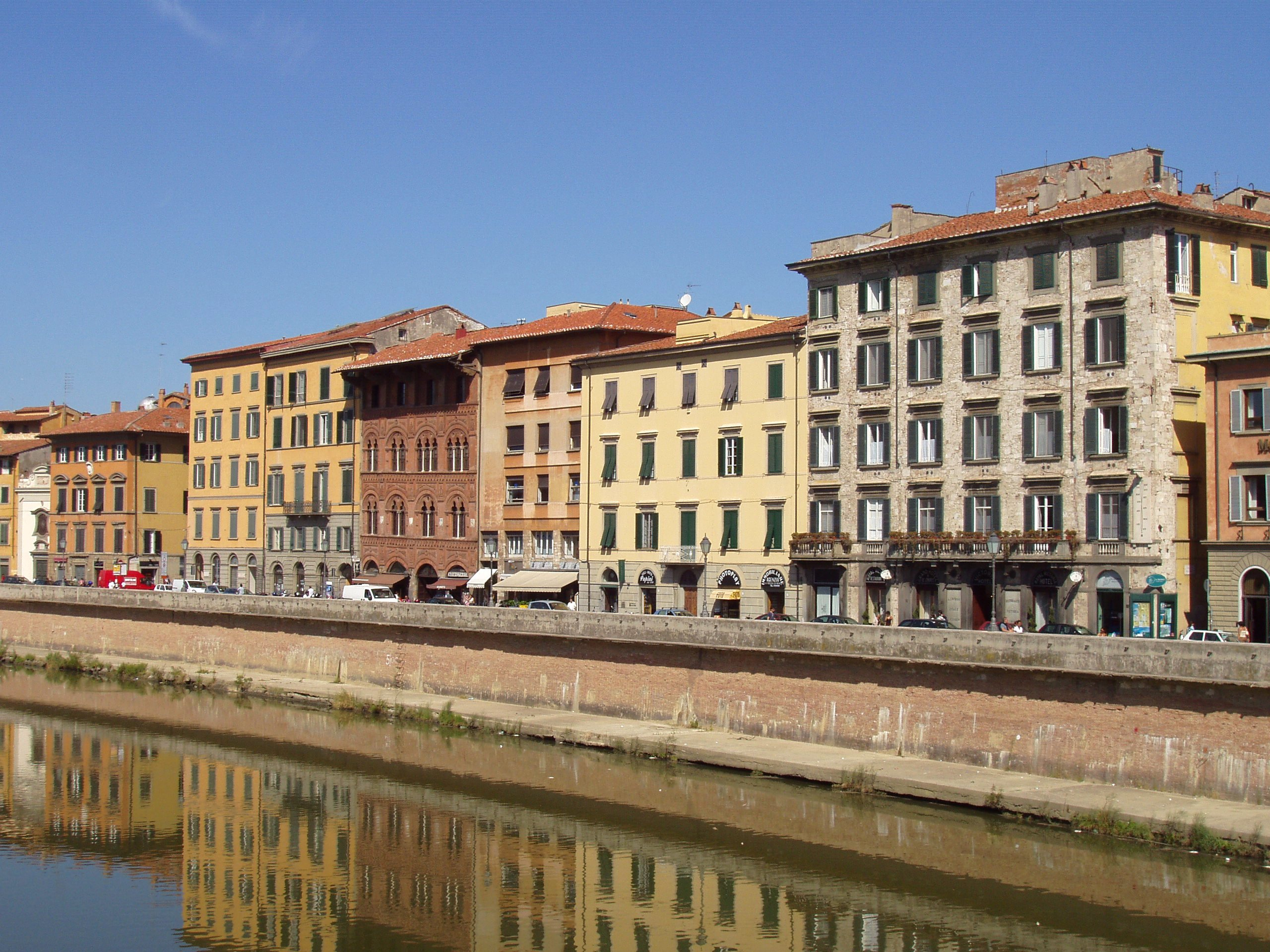
Das Consorzio ICoN hat seinen Sitz in der Lungarno Pacinotti in Pisa.

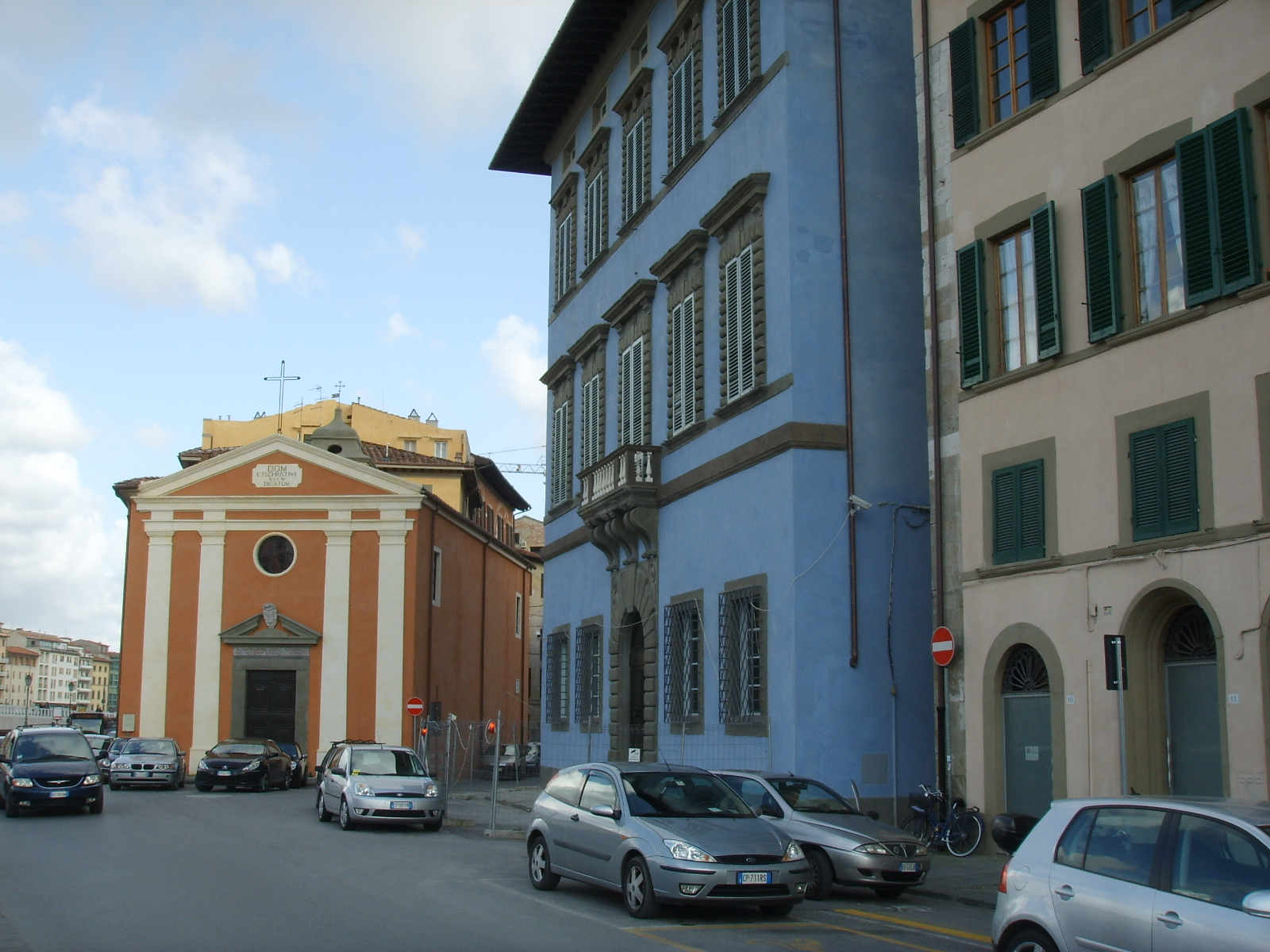
Der Sitz der Verwaltung ist an der Piazza dei Facchini, nahe dem Palazzo Blu in Pisa gelegen.

Das Consorzio ICoN ist ein interuniversitäres Konsortium für italienische Kulturwissenschaft und Philologie mit Sitz in Pisa und wurde 1999 gegründet. Es besteht aus 21 italienischen Universitäten und wird seitens der Universität Pisa geleitet. In Zusammenarbeit mit dem italienischen Ministerium für Universitäten und Forschung (Ministero dell’Università e della Ricerca) widmet sich das Konsortium der Lehre italienischer Sprach-, Literatur- und Kulturwissenschaft. Präsident ist Alberto Casadei.

## Teilnehmer
ICoN besteht aus folgenden Universitäten:
- Universität Bari (Università degli Studi di Bari)
- Universität Bologna (Università degli Studi di Bologna)
- Universität Cassino (Università degli Studi di Cassino)
- Universität Catania (Università degli Studi di Catania)
- Universität Genua (Università degli Studi di Genova)
- Universität Mailand (Università degli Studi di Milano)
- IULM Mailand (Libera Università di lingue e comunicazione IULM)
- Universität Neapel L’Orientale (Università degli Studi di Napoli "L’Orientale")
- Universität Padua (Università degli Studi di Padova)
- Universität Parma (Università degli Studi di Parma)
- Universität Pavia (Università degli Studi di Pavia)
- Ausländeruniversität Perugia (Università per Stranieri di Perugia)
- Universität Pisa (Università degli Studi di Pisa)
- Scuola Superiore Sant’Anna (Scuola Superiore di Studi Universitari e di Perfezionamento Sant’Anna di Pisa)
- Sapienza Universität von Rom (Sapienza Università di Roma)
- Universität Tor Vergata (Università degli Studi di Roma "Tor Vergata")
- Universität Rom III (Università degli Studi Roma Tre)
- Universität Salerno (Università degli Studi di Salerno)
- Ausländeruniversität Siena (Università per Stranieri di Siena)
- Universität Trient (Università degli Studi di Trento)
- Universität Turin (Università degli Studi di Torino)
- Universität Venedig (Università "Cà Foscari" di Venezia)

## Bachelorstudium
Die Universität Pisa organisiert unter Einbeziehung der Universitäten des Konsortiums ein gemeinsames, interuniversitäres philologisch-kulturwissenschaftliches Bachelorstudium in Italianistik (Corso di laurea triennale in Lingua e cultura italiana per stranieri) für Ausländer und italienische Expatriaten. Das auf E-Learning basierende Bachelorstudium ist thematisch der philologischen Klasse L-10 (Classe di Lauree in Lettere) zugeordnet und bietet die vier Vertiefungsrichtungen
- Linguistik und Didaktik,
- Literatur,
- Kunst und Kultur,
- Geschichte.

Die Prüfungen werden im Wohnsitzland des Studenten (an Partneruniversitäten oder italienischen Botschaften) oder am Sitz des Konsortiums in Pisa durchgeführt. Der akademische Grad wird durch die koordinierende Universität, die Universität Pisa, vergeben. Der Abschluss des dreijährigen Studium erfordert 180 ECTS -Punkte und berechtigt zum Eintritt in ein thematisch verwandtes Masterstudium.

## Masterstudium
ICoN bietet drei nicht-konsekutive Masterstudien (60 ECTS) im Bereich Sprach- und Kulturwissenschaften an, welche berufsbegleitend ausgerichtet sind:
- Übersetzung (Englisch–Italienisch), organisiert durch die Universitäten Pisa, Bari und Genua
- Didaktik für italienische Sprache und Literatur, organisiert durch die Ausländeruniversitäten Perugia und Siena
- Kulturerbe-Management, Universität Parma

## Sprachkurse
Das Konsortium bietet neben akademischen Programmen auch spezialisierte Sprachkurse für Italienisch an. Für englischsprachige Sprachschüler wurde in Zusammenarbeit mit der University of California, Los Angeles (Department of Italian), ein eigenes Lernprogramm entwickelt. Die Kurse wurden mit dem European Language Label der Europäischen Kommission ausgezeichnet.